# Šoupálkovití
Šoupálci, představující samostatnou čeleď šoupálkovití (Certhiidae), jsou malí pěvci rozšíření v zalesněných prostředích severní polokoule a subsaharské Afriky. Existují dvě podčeledi šoupálků, z nichž jedna bývá pokládána i za samostatnou čeleď:
- Certhiinae – obsahuje rod Certhia rozšířený v Evropě a Asii a jeden severoamerický druh – šoupálka amerického.
- Salpornithinae – obsahuje rod Salpornis rozšířený v Indii a Africe. Podčeleď Salpornithinae bývá pokládána za samostatnou čeleď.

Šoupálci dorůstají délky mezi 12–18 cm, jsou jednotvárně, převážně hnědě zbarvení s delším, tenkým, mírně zahnutým, na konci zašpičatělým zobákem a dlouhými, zahnutými prsty s výrazně zakřivenými drápy, díky kterým dokáží obratně šplhat po kůře stromů. Zde také pátrají po potravě, kterou tvoří zejména malí bezobratlí, např. hmyz, jeho larvy či pavouci, ačkoli v malé míře požírají i bobule a semena. Při vyhledávání kořisti vždy přiletí na spodek kmene a ve šroubovnici po něm malými skoky postupně postupují výše. Jsou monogamní a teritoriální. Zástupci rodu Certhia hnízdo budují ve škvíře mezi kůrou stromu a kmenem, šoupálci z rodu Salpornis zase ve vidlicích větví. Inkubace trvá 14–15 dnů, mláďata jsou opeřena po 15–16 dnech.

## Taxonomie
Následující přehled je sestaven podle IOC World Bird List z ledna 2015:
- čeleď Certhiidae
  - podčeleď Certhiinae
    - rod Certhia
      - druh Certhia americana Bonaparte, 1838 – šoupálek americký
      - druh Certhia brachydactyla C. L. Brehm, 1820 – šoupálek krátkoprstý
      - druh Certhia discolor Blyth, 1845 – šoupálek proměnlivý
      - druh Certhia familiaris Linnaeus, 1758 – šoupálek dlouhoprstý
      - druh Certhia himalayana Vigors, 1832 – šoupálek proužkoocasý
      - druh Certhia hodgsoni W. E. Brooks, 1871
      - druh Certhia manipurensis Hume, 1881
      - druh Certhia nipalensis Blyth, 1845 – šoupálek rezavoboký
      - druh Certhia tianquanensis G. Li, 1995

  - podčeleď Salpornithinae – podle IOC World Bird List 2015 samostatná čeleď
    - rod Salpornis
      - druh Salpornis salvadori (Bocage, 1878)
      - druh Salpornis spilonota (Franklin, 1831) – šoupálek kropenatý